# البسابسة
البسابسة (باللهجة المغاربية: لبسابسة) ويُرسم الاسم أحيانًا البسابسا؛ هي قرية مغربية شمال المملكة. تنتمي البسابسة لإقليم تاونات الجبلي. تضم هذه القرية 7.997 نسمة (إحصاء 2004).